# 62-я гвардейская танковая бригада
62-я гвардейская танковая Молотовско-Келецкая Краснознамённая орденов Суворова, Кутузова и Богдана Хмельницкого бригада — танковая бригада Красной армии в годы Великой Отечественной войны.
Сокращённое действительное наименование — 62 гв. тбр.

## История
Бригада ведёт свою историю от 243-й танковой Молотовской бригады, сформированной в марте 1943 года в г. Молотов из добровольцев Молотовской области (ныне — Пермский край).
За героизм и отвагу, проявленные личным составом в боях с немецко-фашистскими захватчиками, дисциплину, организованность и умелое выполнение боевых задач удостоена гвардейского звания и преобразована в 62-ю гвардейскую Молотовскую танковую бригаду (28 октября 1943 года)..
В её состав вошли два танковых и мотострелково-пулемётный батальоны и ряд других частей. Бригада была включена в 30-й (с 23 октября 1943 года 10-й гвардейский) танковый корпус, который в середине июля вошёл в состав 4-й (с 17 марта 1945 4-я гвардейская) танковой армии. В этом корпусе и армии с небольшими перерывами вела боевые действия до конца войны.
Воины бригады отличились при освобождении Каменец-Подольского в ходе Проскуровско-Черновицкой операции (4 марта — 17 апреля 1944 года), а 18 апреля вновь были отведены в тыл.
Во время Львовско-Сандомирской операции при освобождении города Львова особо отличился экипаж лейтенанта Кононца (танк «Орлёнок»), механик-водитель ст. сержант Курбатов уничтожил танк «Пантера», 4 орудия, 14 огневых точек и несколько десятков солдат и офицеров противника.
В феврале и марте 1945 года бригада вела тяжёлые бои за Нижнюю и Верхнюю Силезию.
16 апреля бригада в составе корпуса приступила к выполнению боевых задач в ходе Берлинской операции. Молотовская бригада должна была форсировать реки Нейсе и Шпрее и войти в Берлин с Юго-Запада.
С 26 апреля по 2 мая танкисты преодолели канал Тельтов и с боями вышли на юго-западные и северо-западные окраины столицы Германии, завершив этим её полное окружение.
Через 3 дня после ожесточённых схваток за Берлин корпус был срочно брошен на помощь восставшей Праге. 9 мая добровольцы-молотовцы первыми ворвались в город. Итогом Пражской операции было окружение почти миллионной группировки врага и её капитуляция.
В Пражской наступательной операции 8 мая части бригады перешли границу Германии с Чехословакией южнее г. Дрезден и к 9 мая вышли в район северо-западнее Праги, где завершили свой боевой путь.
За время боевых действий было получено 20 благодарностей от Верховного Главнокомандующего, последняя — за освобождение Праги. Свыше 4-х тысяч её воинов награждены орденами и медалями, среди них шесть Героев Советского Союза и шесть полных кавалеров Ордена Славы трёх степеней.

### 62-й гвардейский танковый полк
Согласно приказу НКО от 10 июня 1945 года № 0013 бригада переформирована в 62-й гвардейский танковый Пермско-Келецкий Краснознамённый орденов Суворова, Кутузова и Богдана Хмельницкого полк 10-й гвардейской танковой Уральско-Львовской ордена Октябрьской Революции, Краснознамённой, орденов Суворова и Кутузова добровольческой дивизии имени Маршала Советского Союза Р. Я. Малиновского.
На 1991 год полк дислоцировался в г. Альтенграбов и имел в своём составе (104 Т-80, 59 БМП-2, 4 БРМ-1К, 18 2С1 «Гвоздика», 6 2С12 «Сани»).
Полк в составе дивизии выведен из Германии в 1994 году в Воронежскую область, город Богучар, МВО.
В 2009 году дивизия была расформирована и на её базе была сформирована гвардейская база хранения вооружения и техники (танковая).
Боевое Знамя корпуса и бригад, входящих в его состав, находятся в Зале боевой славы в Москве.

## Состав
- Управление бригады
- 1-й отдельный танковый батальон
- 2-й отдельный танковый батальон
- 3-й отдельный танковый батальон
- Моторизованный батальон автоматчиков
- Зенитно-пулемётная рота
- Рота управления
- Рота технического обеспечения
- Медсанвзвод

## Подчинение
Периоды вхождения в состав Действующей армии с 27.02.1944 по 11.05.1945
- Входила в состав 10-го гвардейского танкового корпуса.

## Командование
Командиры бригады:
- с 23.10.1943 по 04.04.1945 — Денисов,Сергей Алексеевич майор, с 00.12.1943 подполковник, с 00.08.1944 полковник
- с 05.04.1945 по 10.06.1945 — Прошин,Иван Иванович полковник

Начальник штаба бригады:
- с 01.10.1943 по 10.06.1945 — Макшаков, Борис Павлович майор

Начальники политотдела (с июня 1943 г. он же заместитель командира по политической части):
- с 23.10.1943 по 21.04.1945 — Елуферьев Евгений Михайлович, майор, с 11.07.1944 — подполковник
- с 26.04.1945 по 25.07.1945 — Пискун Макар Владимирович, подполковник

## Отличившиеся воины
За воинскую доблесть в годы войны свыше 4000 воинов бригады награждены орденами и медалями, 6 из них присвоено звание Героя Советского Союза, 6 стали полными кавалерами ордена Славы.

### Герои Советского Союза
- 1.  Гвардии старшина Бредихин Николай Алексеевич, механик-водитель танка
- 2.  Гвардии лейтенант Ерофеев Алексей Васильевич, командир пулемётного взвода
- 3.  Гвардии старшина Клишин Егор Захарович, командир орудия танка
- 4.  Гвардии младший лейтенант Козлов Николай Александрович, командир танкового взвода
- 5.  Гвардии старший сержант Кондауров Иван Александрович, механик-водитель танка[3]
- 6.  Гвардии старшина Никонов Иван Яковлевич, командир отделения бронетранспортёров[4]

### Полные кавалеры ордена Славы
- 1. Гвардии старший сержант Барышев, Дмитрий Яковлевич, автоматчик моторизованного батальона автоматчиков
- 2. Гвардии сержант Далакян, Владимир Аракелович, командир отделения моторизованного батальона автоматчиков
- 3. Гвардии старший сержант Зимин, Виктор Васильевич командир орудия танка 3-го танкового батальона
- 4. Гвардии сержант Капустин, Иван Алексеевич, автоматчик моторизованного батальона автоматчиков
- 5. Гвардии старшина Литягин, Михаил Фёдорович, радист-пулемётчик танка 2-го танкового батальона
- 6. Гвардии старшина Невредимов, Василий Иванович, радист-пулемётчик танка Т-34 танкового батальона
- 7. Гвардии сержант Снигирёв, Иван Прокопьевич, командир отделения взвода разведки роты управления[5]

## Награды и наименования
| Награда, наименование                 | Дата                                                                              | За что получена |
| ------------------------------------- | --------------------------------------------------------------------------------- | --- |
| Почётное звание «Гвардейская»         | присвоено приказом Народного комиссара обороны СССР № 306 от 23 октября 1943 года | за проявленную отвагу в боях за Отечество с немецкими захватчиками, за стойкость, мужество, дисциплину и организованность, за героизм личного состава                                                                         |
| Почётное наименование «Молотовская»   | присвоено приказом от 26 февраля 1943 года                                        | при формировании 243-й танковой бригады, в связи с тем, что личный состав бригады состоял из добровольцев Молотовской области, а материальная часть и вооружение бригады были приобретены на средства трудящихся этой области |
| Почётное наименование «Келецкая»      | присвоено приказом Верховного главнокомандующего № 012 от 19 февраля 1945 года    | за отличие в боях за овладение городом Кельце |
| Орден Красного Знамени                | награждена указом Президиума Верховного Совета СССР от 10 августа 1944 года       | за образцовое выполнение заданий командования в боях с немецкими захватчиками, за овладение городом Львов и проявленные при этом доблесть и мужество                                                                          |
| Орден Суворова II степени             | награждена указом Президиума Верховного Совета СССР от 26 апреля 1945 года        | за образцовое выполнение заданий командования в боях при прорыве обороны немцев и разгроме войск противника юго-западнее Оппельн и проявленные при этом доблесть и мужество                                                   |
| Орден Кутузова II степени             | награждена указом Президиума Верховного Совета СССР от 4 июня 1945 года           | за образцовое выполнение заданий командования в боях с немецкими захватчиками при овладении столицей Германии городом Берлин и проявленные при этом доблесть и мужество                                                       |
| Орден Богдана Хмельницкого II степени | награждена указом Президиума Верховного Совета СССР от 26 апреля 1945 года        | за образцовое выполнение заданий командования в боях с немецкими захватчиками при овладении городами Ратибор, Бискау и проявленные при этом доблесть и мужество                                                               |